# Siegmund Werner

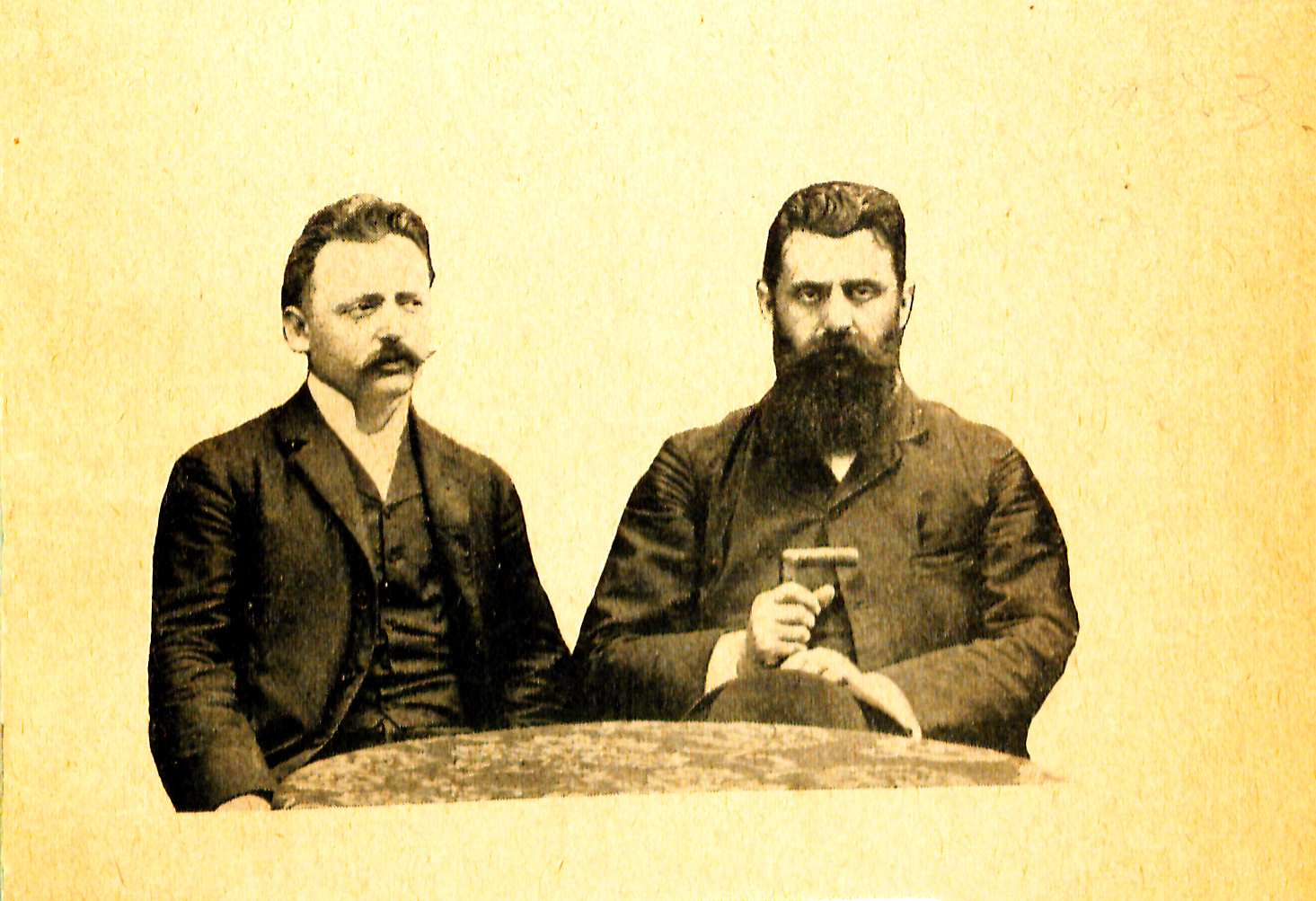
Siegmund Werner und Theodor Herzl

Siegmund Werner (geboren 5. Oktober 1867 in Wien, Österreich-Ungarn; gestorben 5. Mai 1928 in Zuckmantel, Tschechoslowakei) war ein österreichischer Zahnarzt und Sekretär des zionistischen Politikers Theodor Herzl.

## Leben

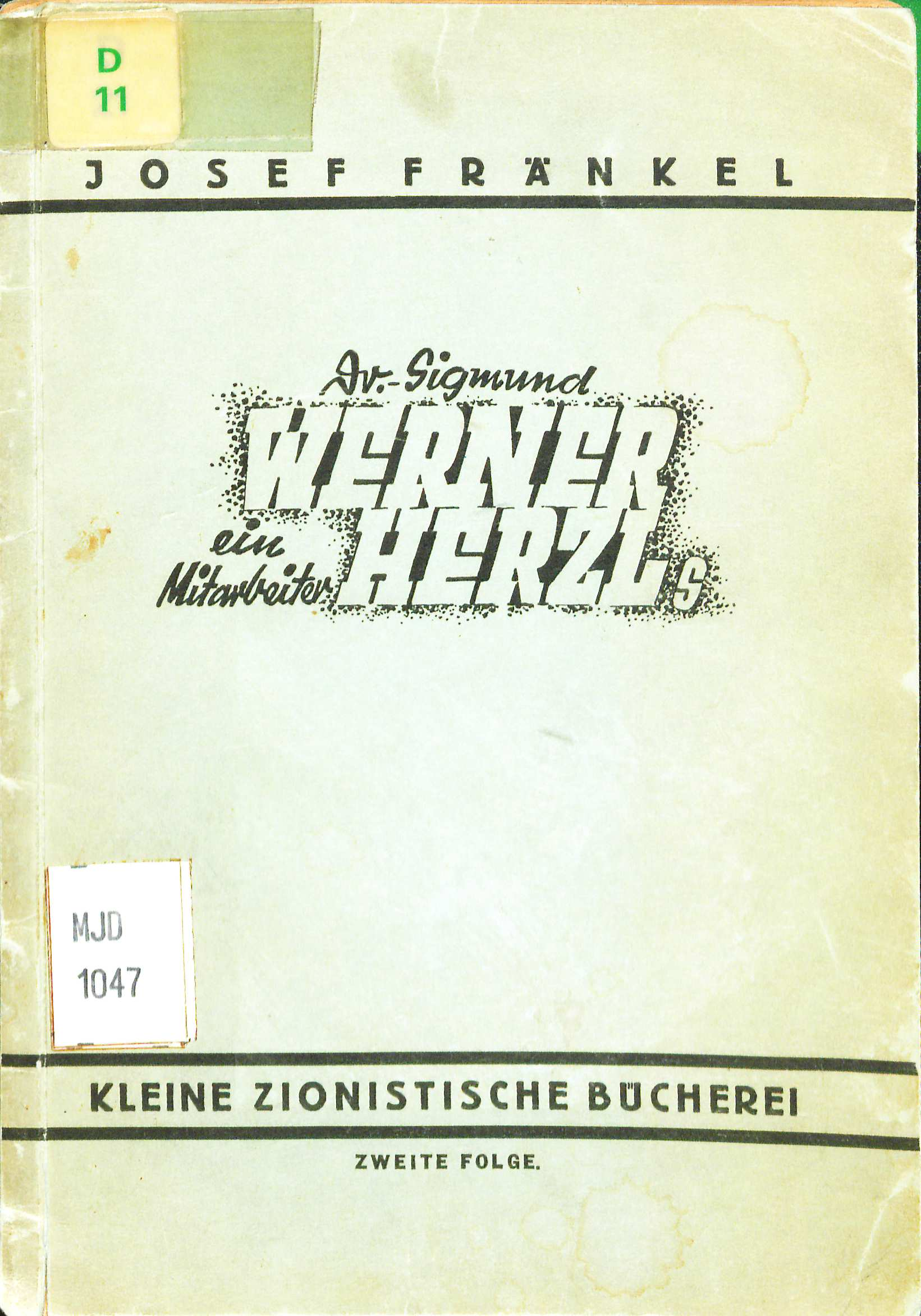
Briefe von Siegmund Werner und Theodor Herzl (1938)

Werner wuchs in Wien als ein Sohn eines Wiener Kleinhändlers auf. Er besuchte das Gymnasium und studierte Medizin an der Wiener Universität. Er trat der jüdischen Kadimah (Studentenverbindung) bei und schlug die Mensur. Er wurde 1896 promoviert und begann zu praktizieren.
Werner hatte Theodor Herzls 1896 herausgekommenes Buch Der Judenstaat. Versuch einer modernen Lösung der Judenfrage gelesen und wurde Anhänger des Zionismus. Herzl gründete im Mai 1897 die Zeitung Die Welt und ersetzte nach kurzem Erscheinen bereits im Juli 1897 den Chefredakteur S. R. Landau  durch Siegmund Werner. Werner blieb, bei einer mehrjährigen Unterbrechung, Chefredakteur der Welt bis zum Tod Herzls im Jahr 1904 und stand an dessen Seite die heftigen innerzionistischen und innerjüdischen Auseinandersetzungen durch.
Herzl nutzte die Zeitung als Organ zur Verbreitung und Durchsetzung seiner Ideen. Die Zeitung erschien zu den Zionistischen Weltkongressen, bei denen auch Werner anwesend war, in groß angelegten Ausgaben. Herzl mischte sich auch in die Gestaltung der Zeitung ein: Geben Sie nur Potpurris... Zwei Spalten Roman genügen. Werner schrieb nicht nur Artikel, sondern veröffentlichte in der Zeitung auch eigene Lyrik. Mitte 1899 verließ Werner aus finanziellen Gründen die Zeitung, um sich um seine ärztliche Praxis und um seine Familie zu kümmern, Herzl war Pate für Werners Sohn Theodor geworden. Im Januar 1903 wurde Werner erneut Chefredakteur von Herzls Zeitung. Als Herzl im Juni 1904 schwer erkrankte, zog er sich nach  Edlach zurück, um von dort das Geschehen zu steuern. Werner eilte im Juli nach Edlach und erledigte nach Herzls Ableben am 3. Juli die Formalitäten.
Werner leitete nach dem Tode Herzls zunächst weiterhin Die Welt. David Wolffsohn bot ihm nach dem VII. Zionistenkongress 1905 das Amt eines Generalsekretärs der Zionistischen Weltorganisation an, aber Werner lehnte ab. Er zog mit seiner Familie nach Iglau, wo er als Zahnarzt praktizierte. Er warb weiterhin, nun auch in Mähren, für den Zionismus. 1914 wurde er als Militärarzt rekrutiert und war über vier Jahre im Ersten Weltkrieg eingesetzt.
Werner starb im Kurort Zuckmantel und wurde in Iglau beerdigt.

## Werke
- Ruth und andere Gedichte. 1903